# Courzieu
Courzieu är en kommun i departementet Rhône i regionen Auvergne-Rhône-Alpes i östra Frankrike. Kommunen ligger i kantonen Vaugneray som tillhör arrondissementet Lyon. År 2022 hade Courzieu 1 178 invånare.

## Befolkningsutveckling
Antalet invånare i kommunen Courzieu
| Referens: INSEE |